# Dimitri (prénom)
Pour les articles homonymes, voir Dimitri.
Cette page présente le prénom Dimitri ainsi que ses variantes.
Dimitri est un prénom masculin chrétien théophore d'origine grecque.

## Étymologie
Il provient de Déméter, déesse de la fertilité et des moissons dans la mythologie. Déméter est la sœur de Zeus. Le prénom grec Demetrios signifie : « qui appartient à Déméter ». Les Romains ont adopté ce prénom en le transformant légèrement ce qui a donné Demetrius.
Les chrétiens ont continué à donner ce prénom à leurs enfants mais en référence à Saint Dimitri de Thessalonique, martyr chrétien des Balkans du début du IVe siècle.

## Variantes linguistiques
Variantes : Demetrio, Démétrios, Demetrius, Démétrius, Dimitrios, Dimitris, Dimitry, Dmitri et formes féminines Demetria, Demi et Dimitra
En russe et ukrainien, le prénom ne prend pas de voyelle entre les deux premières consonnes. la transcription française hésite donc entre Dmitri et Dimitri.
- géorgien : დემეტრე (Démétré)
- macédonien : Димитар, Митко
- biélorusse : Зміцер, Дзмітрый, Змітрок
- bulgare : Димитър
- allemand : Dimitri
- hongrois : Demeter, Dömötör[2], Döme[3]
- italien : Demetrio
- français : Dimitri
- grec moderne : Δημήτριος
- polonais : Demetriusz (forme biblique), Dymitr
- roumain : Dumitru
- russe : Дми́трий
- anglais : Dmitriy
- ukrainien : Дмитро
- espagnol : Dmitrio
- tchouvache : Метри

## Saints Dimitri
- Démétrios de Thessalonique ou Dimitri de Salonique († 307). Originaire de Thrace en Grèce, il fut décapité sous l'empereur Maximien. Il est fêté le 9 avril et le 26 octobre[4],[5],[6].

- Dimitri de Bessarabie (IIIe siècle). Il choisit la vie monastique dans la région sud du Danube alors bulgare. Après quelques années, il se retira dans la solitude d'une grotte ne vivant que de ce que la nature mettait à sa disposition. Il mourut ainsi ignoré des hommes. Un miracle entoura sa mort, puisque son corps fut retrouvé plusieurs années après, sur les bords du fleuve, apporté par une crue du Danube. Des miracles firent connaître aux habitants de la région l'identité de celui dont les reliques venaient ainsi dans leur village.

- Démétrius. Ermite (IVe siècle). Démétrios ou Dimitri. Son culte fut extrêmement populaire en Orient. Le diocèse de Gap en France voulut même se l'approprier en en faisant son premier évêque. D'autres en font un martyr du Ier siècle. En fait, il y eut au IVe siècle un saint Démétrios, martyr à Thessalonique, qui bénéficia de l'enjolivement de la piété populaire. On en fit un soldat chrétien et fier de l'être, on en fit même le proconsul de Grèce et de Macédoine. Dénoncé calomnieusement comme « fauteur de troubles » pour avoir refusé de sacrifier à l'empereur divinisé, il fut condamné à lutter dans l'arène contre un gladiateur plus robuste que lui, l'on vit arriver, avec lui, un jeune garçon nommé Nestor, frêle et courageux, qui d'un geste mit à mort ce géant. Dépité, l'empereur présent, fit mettre à mort l'enfant et Dimitri. De son corps se mit à jaillir une huile odoriférante et miraculeuse. « Les crocs des loups au milieu desquels le Christ a envoyé son disciple Démétrios ont, par leur morsures, ouvert en son corps des sources par lesquelles une grande allégresse s’écoule sur le troupeau du Christ. » (Saint Grégoire Palamas - Eloge de Démétrios). Ses restes sont dans la basilique de San Lorenzo in Campo en Italie.

- Dimitri de Prilouki. Moine au monastère de Pereyaslav entre Moscou et Iaroslav (+ 1503), il rendait de fréquentes visites à saint Serge de Radonège. Par la suite, il fonda un monastère qui suivit les règles monastiques de la laure de saint Serge. Fuyant la foule, il se retira plus loin dans la solitude, amis des déshérités qui connaissaient le chemin de sa cellule de reclus.

- Saint Dimitri (+ 1591). Frère du dernier tsar de la branche des Rurikides, il avait neuf ans quand il fut appelé à en être l'héritier. Le régent Boris Godounov méditait de monter sur le trône de Russie. Il fut soupçonné d'avoir fait assassiner Dimitri par un homme de main. Les miracles qui se produisirent sur la tombe de Dimitri le font vénérer comme un thaumaturge. Date de Fête (locale) 15 mai.

- Dimitri de Rostov. Higoumène en Ukraine puis métropolite de Rostov (+ 1709). Né à Kiev en Petite Russie (l'actuelle Ukraine), il devient vite célèbre par la vie des saints qu'il rédige, mais le patriarche le trouvait trop « romain ». Nommé métropolite de Sibérie, il revient à Moscou quand l'empereur Pierre le Grand commua son exil. Il n'y avait pas, dans ces lointaines régions, de bibliothèques pour ce chercheur. Nommé métropolite à Rostov-sur-le-Don, il trouva un diocèse dont le clergé avait grand besoin de réforme. Ce qu'il fit avec douceur et bonté. Il continuait ses écrits jusqu'au jour où on le trouva mort, au matin, en prière à genoux au bord de son lit. Après des études au collège ecclésiastique de Kiev, il entra au monastère de Saint-Cyrille. Après les invasions tatares, lituaniennes et polonaises, nombre d'ouvrages orthodoxes avaient disparu. Saint Dimitri s'installa à la laure des Grottes de Kiev et consacra vingt-cinq ans de sa vie à reconstituer les ouvrages spirituels orthodoxes. En 1701, il fut chargé de la métropole de Sibérie et de Tobolsk, mais en raison de sa santé, il fut nommé à Rostov. Là, il fonda un séminaire pour la formation théologique des prêtres et il eut le souci de faire revenir les schismatiques « Vieux Croyants » au sein de l'Église en leur montrant que le sens profond de la tradition n'était pas dans les détails extérieurs.

- Dimitri IV du Don, Grand prince de Moscou, vainqueur à la bataille de Koulikovo contre les Mongols. Il prenait conseil auprès d'un autre grand saint russe Serge de Radonège.